# Franco Malagueño
Franco Malagueño (Buenos Aires; 10 de octubre de 1998) es un futbolista argentino que se desempeña como lateral o volante derecho y que actualmente forma parte del Colegiales de la Primera Nacional de Argentina.

## Trayectoria

### Inicios
Franco jugó en la Quinta y Cuarta División de Talleres en la AFA y en la Reserva de Talleres. Se desarrolló como defensa y se desempeña por ambas bandas (en particular la banda derecha). Reside actualmente en el Centro de Formación Talleres. En la temporada 2017/18 de la Superliga de Argentina concentró en la primera parte del campeonato dos veces, frente a Lanús y frente a Godoy Cruz. El 1 de febrero de 2018, firmó su primer contrato profesional con el club.
El 9 de febrero debutó con el primer equipo de forma oficial, jugando los 90 minutos del partido ante Atlético Tucumán.

## Clubes
| Club                        | País      | Año       |
| --------------------------- | --------- | --------- |
| Talleres                    | Argentina | 2019-2020 |
| Alvarado                    | Argentina | 2020-2022 |
| Gimnasia y Esgrima de Jujuy | Argentina | 2023      |
| Alvarado                    | Argentina | 2023-2024 |
| Colegiales                  | Argentina | 2025-Act. |

Fuente

## Palmarés
| Título            | Club     | País      | Año  |
| ----------------- | -------- | --------- | ---- |
| Torneo de Reserva | Talleres | Argentina | 2017 |
| Torneo de Reserva | Talleres | Argentina | 2018 |